# Ana Torroja
Ana Torroja Fungairiño, III marquesa de Torroja, (Madrid, 28 de desembre de 1959) és una cantant i compositora espanyola, i una de les veus més conegudes del pop espanyol. Ha fet nou treballs amb el grup Mecano (1982-1998) al costat de José María Cano i Nacho Cano i cinc com a solista. És neta d'Eduardo Torroja Miret (1899-1961), reconegut enginyer espanyol.

## Trajectòria
Nascuda el 28 de desembre de 1959 a Madrid, és la major de sis germans del matrimoni contret entre el catedràtic i enginyer de camins, canals i ports José Antonio Torroja Cavanillas (1933-2021) i la infermera Carmen Fungairiño Bringas (?-1985). Va iniciar la seva carrera com a solista l'any 1997, després de la primera separació del grup Mecano el 1992, amb l'àlbum Puntos cardinales, del qual es van extreure senzills com A contratiempo, Cómo sueñan las sirenas i Partir. La promoció d'aquest disc es va veure interrompuda pel fugaç retorn del grup Mecano el 1998.
També va editar un disc cridat "Points Cardinaux" (1997) en francès, que no va tenir gaire èxit. No obstant això, el 2000, Ana va editar Pasajes de un sueño, del qual van sonar en la ràdio els temes Ya no te quiero (de Nacho Béjar) i Cachitos de un sueño. Posterior a aquest treball, va participar al costat de Miguel Bosé en el Tour Girados, del qual es va editar un disc i un DVD amb temes de Mecano i com a solista. L'any 2001, va intentar recobrar al seu públic francès, al que havia conquerit al costat dels seus companys de Mecano, llançant l'àlbum Ana Torroja i del qual es va sentir el tema inèdit Mes Prières sense major transcendència.
El 2003 va tornar al mercat hispà, amb Frágil, l'àlbum que la va consolidar com a solista, i amb el qual va assolir a més nombroses nominacions i premis com Shangay (Espanya), Grammy Llatí i Oye (Mèxic) amb temes reconeguts com a Veinte Mariposas i Quién dice. El 2004 va formar un duet amb Aleks Syntek amb la cançó "Duele el amor", del qual va ser un gran èxit i aconseguint el núm. 1 a les ràdios. El 2005 va treure Esencial, un àlbum recopilatori de la carrera com solista més algunes cançons inèdites a Espanya. A l'agost va tenir la seva primera filla. El 2006 va treure Me cuesta tanto olvidarte, un àlbum amb noves versions de cançons de Mecano, com "Los amantes", que és single d'aquest àlbum. El 2008, Ana decideix col·laborar amb Schiller, artista alemany de música electrònica, posant veu al tema ¿Por qué te vas?, sent núm. 1 l'àlbum Sehnsucht a Alemanya. Actualment, Ana prepara el seu quart àlbum d'estudi en castellà anomenat Sonrisa, en el qual compte amb la producció del veneçolà Andrés Levin, que ja va produir el seu segon àlbum. S'estima que el treball d'enregistrament de l'àlbum ja ha començat, i que el material resultant podria ser editat a finals de l'estiu de 2010.

## Àlbums

### Mecano
| Any de publicació | Títol de l'àlbum                  | Segell l'àlbum       |
| 1982              | Mecano                            | CBS Columbia         |
| 1983              | ¿Dónde está el país de las hadas? | CBS Columbia         |
| 1984              | Ya viene el sol                   | CBS Columbia         |
| 1985              | Mecano en concierto               | CBS Columbia         |
| 1986              | Entre el cielo y el suelo         | BMG Ariola Eurodisc. |
| 1988              | Descanso dominical                | BMG Ariola Eurodisc. |
| 1991              | Aidalai                           | BMG Ariola Eurodisc. |
| 1998              | Jose\|Nacho                       | BMG Ariola Eurodisc. |

### Solista
| Any de publicació | Títol de l'àlbum                      | Segell l'àlbum    |
| 1997              | Puntos cardinales                     | BMG Ariola Spain  |
| 1997              | Points Cardinaux                      | BMG France        |
| 1999              | Pasajes de un sueño                   | BMG Ariola Spain  |
| 2000              | Girados en concierto, amb Miguel Bosé | Warner Music      |
| 2001              | Ana Torroja                           | BMG France        |
| 2003              | Frágil                                | BMG Ariola Spain  |
| 2004              | Esencial                              | BMG Ariola Spain  |
| 2006              | Me cuesta tanto olvidarte             | SONY Music España |
| 2010              | Sonrisa                               | SONY Music España |
| 2011              | Per sempre més                        | La Marató de tv3  |